# Regno degli Odrisi
Il regno degli Odrisi fu un'unione di tribù traci che si mantenne in gran parte dell'odierna Bulgaria tra il V e il III secolo a.C., estendendosi al suo apogeo anche in parti della Dobrugia Settentrionale, oggi in Romania, della Grecia settentrionale e del territorio europeo della Turchia.
I discendenti della dinastia regnante furono in seguito re clienti alleati dei Romani tra la metà del I secolo a.C. e la metà del I secolo d.C., fino alla creazione della provincia romana di Tracia.

## Storia
Il regno degli Odrisi si formò attraverso l'unificazione di diverse tribù trace sotto l'unico governo del re Teres I. Inizialmente controllava il territorio della Tracia orientale.
Successivamente si estese fino al Mar Nero ad est, al Danubio a nord, alla regione dei Triballi a nord ovest e al bacino del fiume Strimone (oggi Struma) a sud ovest.
Vi parteciparono tribù che appartenevano ai Traci, ai Daci e ai Mesii. Il potere centrale dovette costantemente confrontarsi con le tendenze separatiste dei singoli capi tribali, che mantennero grande importanza nell'ambito del regno. Alcune tribù erano in un perenne stato di rivolta e altre si mantennero all'esterno dello stato (Dii e Triballi). Sia i confini che la natura del potere regio si mantennero fluidi, in dipendenza dalle circostanze contingenti e senza arrivare ad una definizione stabile.

All'esterno i re erano conosciuti come re di Tracia, sebbene non dominassero su tutte le tribù locali. Ebbero influenza nella grecizzazione della regione, adottarono la lingua greca per l'amministrazione e usi e mode greche.

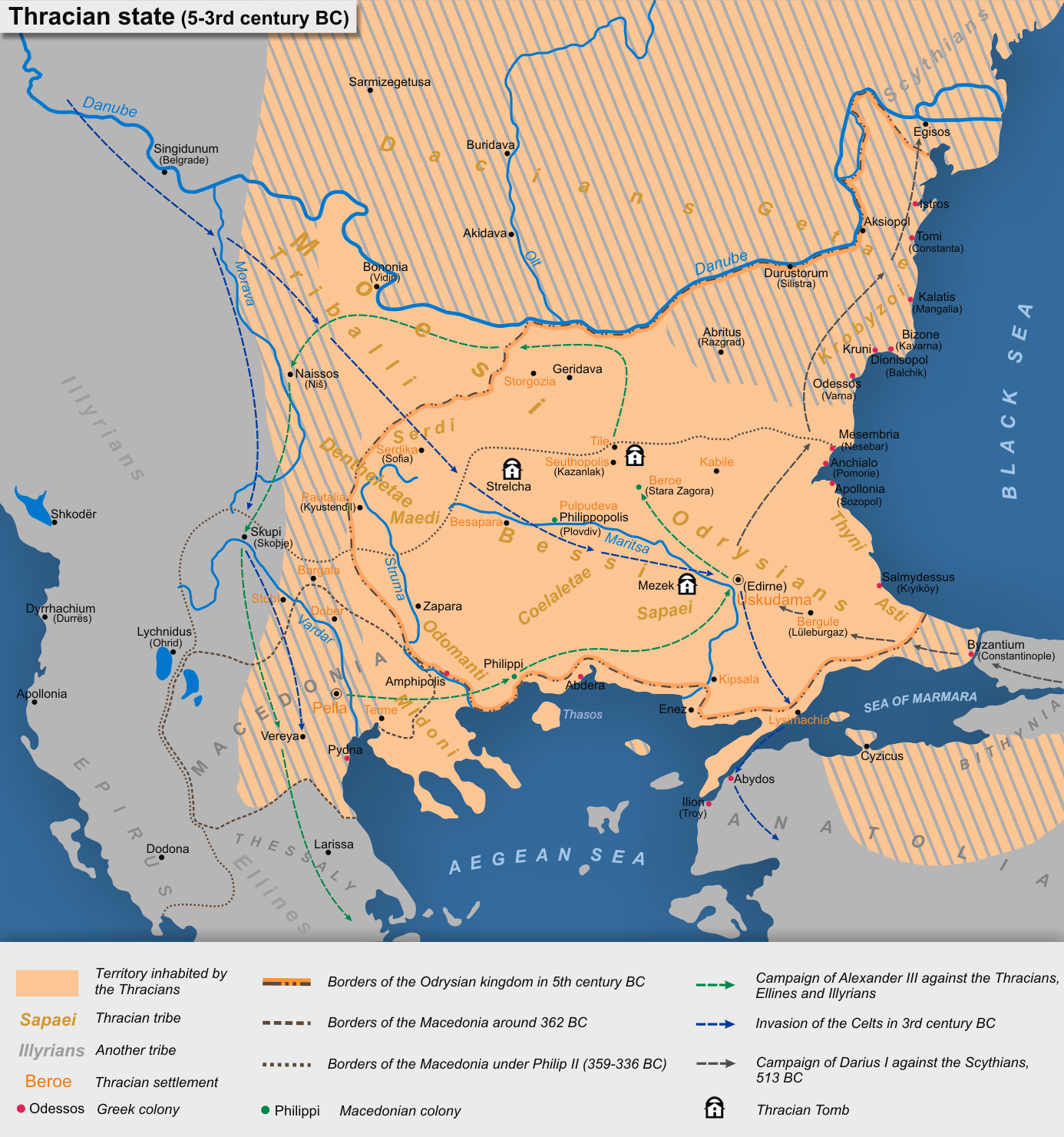
Cambiamenti territoriali avvenuti in Tracia tra il V e il III secolo a.C.

Tucidide narra dell'alleanza tra il re trace Sitalce, figlio di Teres I, e gli Ateniesi, mediata da un cittadino di Abdera di cui il re aveva sposato la sorella, Ninfodoro, che ricevette la prossenia, mentre il figlio di Sitalce, Sadoco, ottenne la cittadinanza onoraria. Descrive inoltre il regno degli Odrisi come vasto e prospero sotto il suo successore Seute I, suo contemporaneo.
Alla fine del V secolo a.C., in seguito ai conflitti interni, il regno si divise in due. Il declino politico e militare dello stato trace proseguì parallelamente all'ascesa del regno di Macedonia; dopo il 359 a.C. vi furono ulteriori suddivisioni, fino alla conquista macedone, completata entro il 341 a.C.
La dinastia reale, emersa già nel corso del VI secolo a.C. dalla tribù degli Odrisi, sopravvisse fino agli inizi del I secolo, sebbene con potere e influenza politica molto ridotti, prima sotto i Macedoni e poi sotto i Romani.

## I re degli Odrisi
- Teres I (475-445 a.C.) fu il primo re che riuscì ad unificare sotto il suo dominio molte delle tribù trace. Condusse diverse campagne militari per estendere il territorio sotto il proprio controllo.
- Sparadoco, figlio di Teres I e regnante dal 445 a.C. al 431. Gli subentrò suo fratello minore Sitalce.
- Sitalce, secondo figlio di Teres I (431-424 a.C.) proseguì l'espansione dei propri territori. Fu alleato di Atene nella guerra del Peloponneso e nell'ambito del conflitto invase la Macedonia del re Perdicca II con un esercito che comprendeva anche guerrieri delle tribù non appartenenti al regno[4].
- Seute I, nipote di Sitalce (424-410 a.C.), pose fine alla campagna contro Perdicca II di Macedonia e raddoppiò il tributo alle città greche della costa. Nel 411 a.C. condusse con scarso successo una spedizione contro Atene[5].
- Amadoco I (410-390 a.C. circa) perse molti territori in seguito agli attacchi dei Triballi. Il governatore che aveva posto al controllo delle regioni sulle rive del mar Egeo si proclamò a sua volta re con il nome di Seute II (405-390 a.C. circa). In seguito i due sovrani si riconciliarono, stringendo entrambi alleanza con l'ateniese Trasibulo.
- Ebrizelmi (390-384 a.C.)
- Coti I (384-358 a.C.), nato durante il regno di Seute I, prese il potere uccidendo il predecessore. Si alleò con Atene e sposò la figlia del generale ateniese Ificrate. Si alleò con i Triballi contro Abdera, ma dovette in seguito fronteggiarne la ribellione. Venuto in conflitto con Atene per il possesso del Chersoneso Tracico, quest'ultima fomentò la ribellione del suo tesoriere Miltochite, che non ebbe successo, ma condusse ad un nuovo trattato di alleanza nel 361 a.C. Nel 359 a.C. si alleò con Filippo II di Macedonia e l'anno seguente fu assassinato da Peitone e Cheracleide di Eno che furono in seguito proclamati cittadini onorari ad Atene per il loro gesto.
- Alla morte di Coti il regno fu suddiviso dai suoi tre figli, che si barcamenarono nella lotta tra Atene e Filippo II, ma finirono con l'essere sottomessi da quest'ultimo:
  - Amadoco II (358-347 a.C. circa) controllava l'area ad ovest del fiume Ebro. Gli successe forse Teres II.
  - Berisade (358-352 a.C.) e il figlio Cetriporide (352-347 a.C.), probabilmente suo coreggente fin dall'inizio, controllava l'area costiera presso Anfipoli e le miniere d'argento;
  - Cersoblette (358-341 a.C.), a causa della giovane età sotto l'effettivo governo di Caridemo, un greco dell'Eubea imparentato con la famiglia reale, controllava l'area ad est del fiume Ebro.
- Seute III (330-300 a.C. circa), si ribellò più volte al dominio macedone sotto il dominio di Alessandro Magno e dopo la sua morte nel 323 a.C. e fu sconfitto da Antipatro e da Lisimaco. Nel 320 a.C. spostò il regno nella Tracia centrale e costruì una nuova capitale, Seutopoli, i cui resti sono oggi coperti dal lago artificiale di Koprinka, presso l'odierna Kazanlăk. Fu dalla parte di Antigono I contro Lisimaco. Successivamente Lisimaco sarebbe stato ucciso in battaglia da Seleuco nel 281 a.C. e la Tracia sarebbe passata sotto la sovranità di Tolomeo II. Il regno sarebbe quindi stato sottoposto all'invasione dei Galati nel 273 a.C.
- Un re trace di nome Pleurato è ricordato per aver sconfitto nel 214 a.C. il regno celtico di Tylis. Successivamente il regno trace fu conquistato da Filippo V di Macedonia nel 202 a.C.
- Successivamente si susseguirono una serie di dinasti traci poco conosciuti, fino alla guerra civile tra Cesare e Pompeo.
- Coti VII (57-48 a.C.) alleato di Pompeo;
- il figlio Rescuporide I (48-13 a.C.), inizialmente sotto la tutela dello zio Remetalce, fu ucciso in battaglia contro la tribù trace dei Bessi, guidata dal suo capo Vologese in una rivolta antiromana
- Remetalce I (12 a.C.-12 d.C.), fratello di Coti VII, il quale dopo la fine della rivolta fu reintegrato al potere da Augusto come successore del nipote, che non aveva lasciato eredi.
- Alla sua morte il regno fu suddiviso da Augusto tra il figlio Coti VIII e il fratello Rescuporide II. Nel 18 Rescuporide fu processato sotto Tiberio per aver imprigionato e ucciso il nipote e morì poco dopo in esilio ad Alessandria d'Egitto.
- Antonia Trifena, vedova di Coti VIII e figlia del re del Ponto Polemone I, e il figlio Remetalce II (18-38) furono reintegrati da Tiberio sull'intero regno trace. Alla morte senza eredi di Remetalce, per volere di Caligola abdicò anche la madre.
- Remetalce III, figlio di Rescuporide II e quindi cugino di Coti VIII, e la moglie Pitodoride II, figlia di Coti VIII e di Antonia Trifena(38-46). Dopo la morte di Remetalce, la Tracia fu resa provincia romana da Claudio.